# Receptor koagulacionog faktora II
Receptor koagulacionog faktora II, ili proteazom-aktivirani receptor‎‎ 1 (PAR1), je protein koji kod ljudi kodira F2R gen. PAR1 je G protein-spregnuti receptor koji učestvuje u regulaciji trombotskog responsa. Proteolitičko odsecanje dovodi do aktivacije receptora.

## Ligandi
Nekoliko selektivnih antagonista PAR1 receptora je poznato. Oni se koriste kao antizgrušavajuća sredstva u lečenju bolesti srca.

## Literatura
1. ↑  Bahou WF, Nierman WC, Durkin AS, Potter CL, Demetrick DJ (1993). „Chromosomal assignment of the human thrombin receptor gene: localization to region q13 of chromosome 5”. Blood. 82 (5): 1532—7. PMID 8395910.
2. ↑  „Entrez Gene: F2R coagulation factor II (thrombin) receptor”.

## Dodatna literatura
- Coughlin SR, Vu TK, Hung DT, Wheaton VI (1992). „Characterization of a functional thrombin receptor. Issues and opportunities.”. J. Clin. Invest. 89 (2): 351—5. PMC 442859 . PMID 1310691. doi:10.1172/JCI115592.
- Howell DC, Laurent GJ, Chambers RC (2002). „Role of thrombin and its major cellular receptor, protease-activated receptor-1, in pulmonary fibrosis.”. Biochem. Soc. Trans. 30 (2): 211—6. PMID 12023853. doi:10.1042/BST0300211.
- Tellez C, Bar-Eli M (2003). „Role and regulation of the thrombin receptor (PAR-1) in human melanoma.”. Oncogene. 22 (20): 3130—7. PMID 12789289. doi:10.1038/sj.onc.1206453.
- Remillard CV, Yuan JX (2005). „PGE2 and PAR-1 in pulmonary fibrosis: a case of biting the hand that feeds you?”. Am. J. Physiol. Lung Cell Mol. Physiol. 288 (5): L789—92. PMID 15821019. doi:10.1152/ajplung.00016.2005.
- Leger AJ, Covic L, Kuliopulos A (2006). „Protease-activated receptors in cardiovascular diseases.”. Circulation. 114 (10): 1070—7. PMID 16952995. doi:10.1161/CIRCULATIONAHA.105.574830.
- Traynelis SF, Trejo J (2007). „Protease-activated receptor signaling: new roles and regulatory mechanisms.”. Curr. Opin. Hematol. 14 (3): 230—5. PMID 17414212. doi:10.1097/MOH.0b013e3280dce568.
- Vu TK, Hung DT, Wheaton VI, Coughlin SR (1991). „Molecular cloning of a functional thrombin receptor reveals a novel proteolytic mechanism of receptor activation.”. Cell. 64 (6): 1057—68. PMID 1672265. doi:10.1016/0092-8674(91)90261-V.
- Wojtukiewicz MZ; Tang DG; Ben-Josef E;  . (1995). „Solid tumor cells express functional "tethered ligand" thrombin receptor.”. Cancer Res. 55 (3): 698—704. PMID 7834643.
- Hein L, Ishii K, Coughlin SR, Kobilka BK (1994). „Intracellular targeting and trafficking of thrombin receptors. A novel mechanism for resensitization of a G protein-coupled receptor.”. J. Biol. Chem. 269 (44): 27719—26. PMID 7961693.
- Mathews II; Padmanabhan KP; Ganesh V;  . (1994). „Crystallographic structures of thrombin complexed with thrombin receptor peptides: existence of expected and novel binding modes.”. Biochemistry. 33 (11): 3266—79. PMID 8136362. doi:10.1021/bi00177a018.
- Offermanns S, Laugwitz KL, Spicher K, Schultz G (1994). „G proteins of the G12 family are activated via thromboxane A2 and thrombin receptors in human platelets.”. Proc. Natl. Acad. Sci. U.S.A. 91 (2): 504—8. PMC 42977 . PMID 8290554. doi:10.1073/pnas.91.2.504.
- Hoffman M, Church FC (1993). „Response of blood leukocytes to thrombin receptor peptides.”. J. Leukoc. Biol. 54 (2): 145—51. PMID 8395550.
- Schmidt VA, Vitale E, Bahou WF (1996). „Genomic cloning and characterization of the human thrombin receptor gene. Structural similarity to the proteinase activated receptor-2 gene.”. J. Biol. Chem. 271 (16): 9307—12. PMID 8621593. doi:10.1074/jbc.271.16.9809.
- Li F; Baykal D; Horaist C;  . (1996). „Cloning and identification of regulatory sequences of the human thrombin receptor gene.”. J. Biol. Chem. 271 (42): 26320—8. PMID 8824285. doi:10.1074/jbc.271.42.26320.
- Shapiro MJ, Trejo J, Zeng D, Coughlin SR (1997). „Role of the thrombin receptor's cytoplasmic tail in intracellular trafficking. Distinct determinants for agonist-triggered versus tonic internalization and intracellular localization.”. J. Biol. Chem. 271 (51): 32874—80. PMID 8955127. doi:10.1074/jbc.271.51.32874.
- Ogino Y, Tanaka K, Shimizu N (1997). „Direct evidence for two distinct G proteins coupling with thrombin receptors in human neuroblastoma SH-EP cells.”. Eur. J. Pharmacol. 316 (1): 105—9. PMID 8982657. doi:10.1016/S0014-2999(96)00653-X.
- Molino M; Bainton DF; Hoxie JA;  . (1997). „Thrombin receptors on human platelets. Initial localization and subsequent redistribution during platelet activation.”. J. Biol. Chem. 272 (9): 6011—7. PMID 9038223. doi:10.1074/jbc.272.9.6011.
- Renesto P; Si-Tahar M; Moniatte M;  . (1997). „Specific inhibition of thrombin-induced cell activation by the neutrophil proteinases elastase, cathepsin G, and proteinase 3: evidence for distinct cleavage sites within the aminoterminal domain of the thrombin receptor.”. Blood. 89 (6): 1944—53. PMID 9058715.